# HC Slavia Prague
Le HC Slavia Prague (en tchèque : HC Slavia Praha) est un club de hockey sur glace de Tchéquie qui évolue actuellement dans la Chance Liga (seconde division tchèque) depuis sa relégation de la première division (lors de la saison 2014-2015), l'Extraliga (plus haute division tchèque), dont il a été champion en 2003 et 2008.

## Historique
L'équipe est basée à Prague et a été créée en 1900 en tant que section bandy du SK Slavia, club omnisports fondé en 1892.
Les différents noms portés par l'équipe sont les suivants
- 1900 : SK Slavia Praha
- 1948 : Sokol Slavia Praha
- 1949 : Dynamo Slavia Praha
- 1953 : Dynamo Praha
- 1965 : Slavia Praha
- 1977 : Slavia IPS Praha
- 1993 : HC Slavia Praha

## Logos

1993/94 - 2006/07

## Palmarès
- Championnat de Tchéquie
  - Champion : 2003, 2008
  - Vice-champion : 2004, 2006
- Champion de Couronne de Bohême : 1909, 1911, 1912
- Champion de Bohême: 1908, 1909, 1911
- Vainqueur de la Coupe des Tatras : 1929, 1934

## La patinoire

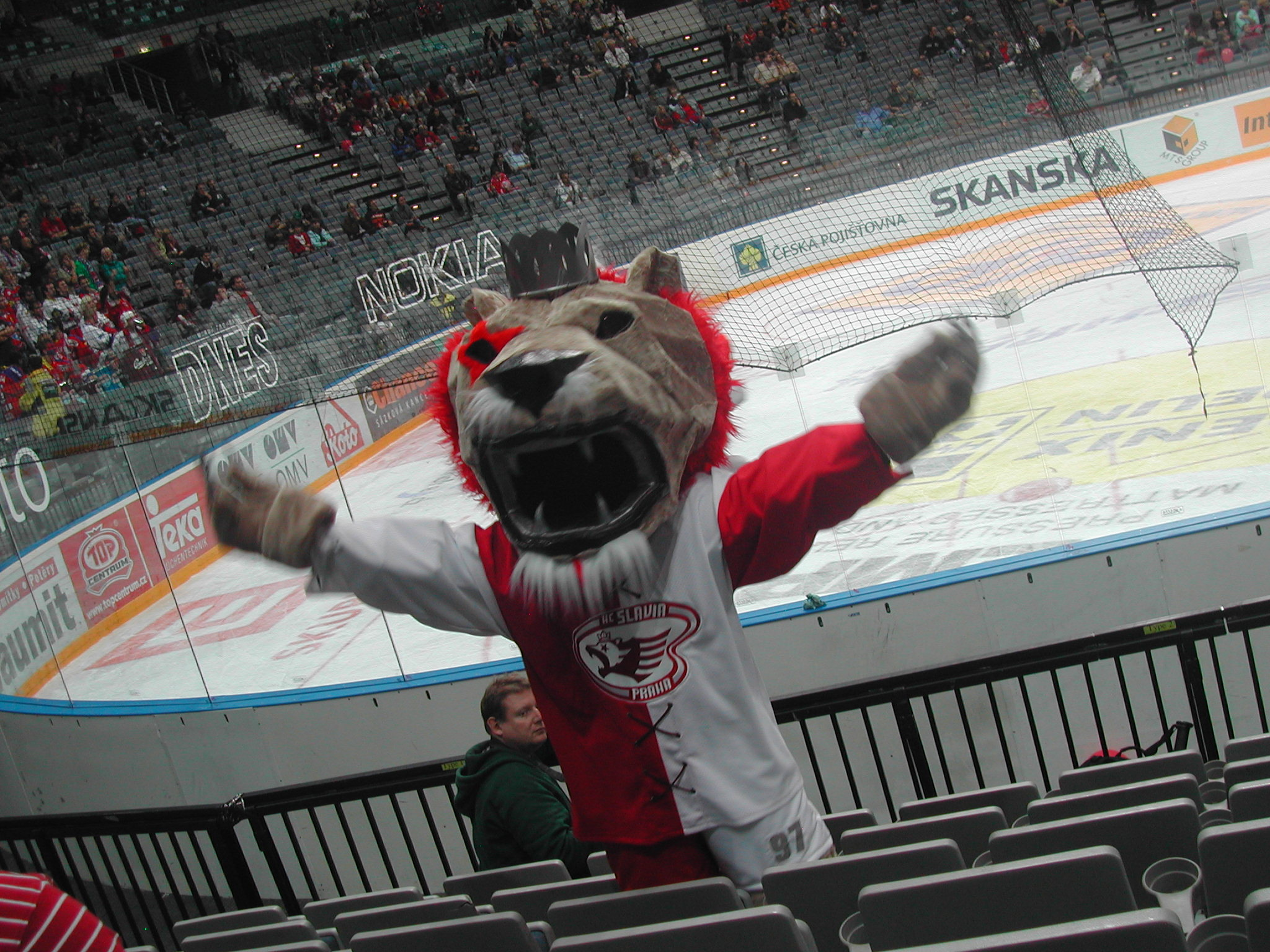
La mascotte de l'équipe

De 2004 à 2015, le Slavia Prague évoluait au sein de l'O2 Arena anciennement Sazka Arena, patinoire construite afin d'accueillir le championnat du monde de hockey sur glace de 2004.
17 000 sièges sont disponibles lors des matchs de l'équipe du Slavia, ou ceux de l'équipe nationale. La patinoire est équipée comme grand nombre de patinoires d'un écran central géant diffusant le match en direct, montrant les ralentis, des interviews de joueurs lors des pauses ainsi que des animations pour les buts et pénalités.
L'ambiance est assurée par un groupe de supporters munis de tambour et drapeaux derrière un des buts ainsi que par la mascotte de l'équipe, un lion géant, qui se promène tout le long du match dans les tribunes et à la fin du match sur la glace.
Le club évolue depuis la saison 2016 au Zimní stadion Eden de Prague disposant d'une capacité de 5138 places.

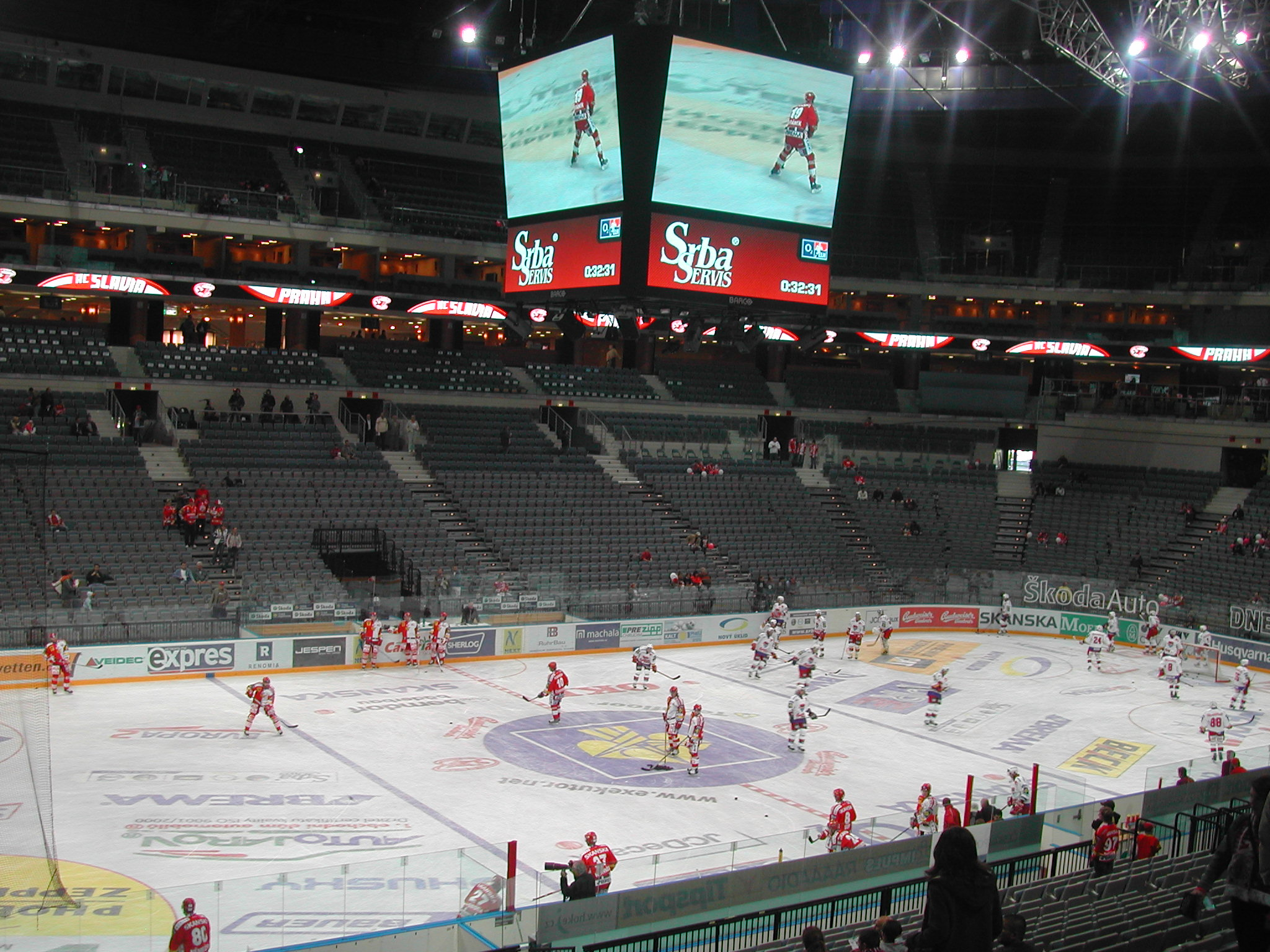
Échauffement de l'équipe pour le premier match de la saison 2007-08.